# Pierre Courtade
Œuvres principales
- La Place rouge
- Les Animaux supérieurs
- Le Jeu de paume

Pierre Courtade, né le 3 janvier 1915 à Bagnères-de-Bigorre (Hautes-Pyrénées) et mort le 14 mai 1963 à Paris, est un journaliste et écrivain français.

## Biographie
Élève de Jean Guéhenno, Pierre Courtade commence sa carrière de journaliste au Progrès de Lyon. Il a l'occasion de rencontrer des hommes qui compteront pour lui, comme Louis Aragon, Roger Vailland ou René Tavernier.
Il adhère au PCF pendant la Seconde Guerre mondiale alors qu'il participe à la Résistance. En 1944, il est arrêté au café Au vieux Paris en compagnie de Pierre Grappin, Madeleine Herr, Annie Hervé, Pierre Kaufmann, Thierry Maulnier, et placé quelques jours en détention. À la Libération, il entre à la rédaction de l’hebdomadaire Action, proche du Parti communiste.
En 1946, Maurice Thorez lui propose de tenir la rubrique internationale de L’Humanité : il va l'animer jusqu'à son décès. En avril 1948, il est à Gênes avec Roger Vailland et Claude Roy pour couvrir les grandes grèves qui s'y déroulent. Il collabore également à d’autres publications du Parti communiste, parmi lesquelles Les Cahiers du communisme, Démocratie nouvelle, L’Humanité-Dimanche. Il est envoyé comme correspondant permanent de L’Humanité à Moscou.

Il a été un ami intime de Roger Vailland, qui lui écrit à propos de sa rencontre avec Élisabeth Naldi, sa future femme : 

« Je suis aimé de ce qu’on eût appelé au XIXe siècle une ‘femme de qualité’. Sa tendresse a fini par m’amollir le cœur. Bien qu’elle n’ait que dix ans de moins que moi, notre désir de peau qui n’a fait que croître régulièrement jusqu’ici semble pouvoir durer encore longtemps. Enfin elle est d’une si parfaite ‘éducation’, si respectueuse de la dignité humaine, si patiente et si activement dévouée, que les conditions d’une vie commune heureuse me semblent réunies. »

## Publications

### Romans et nouvelles
- Les Circonstances, recueil de nouvelles, Les Éditeurs français réunis (EFR), 1946 et 1954 (nouvelle édition illustrée par Édouard Pignon) ; Le Temps des Cerises, 1991
- Elseneur, roman, La Bibliothèque française, 1949
- Jimmy, EFR, 1951 Paris in-12 Broché, 358 pages
- La Rivière noire, EFR, 1953
- Les Animaux supérieurs, recueil de nouvelles, Éditions Julliard, 1956
- La Place rouge, roman, Éditions Julliard, 1961 ; coll. « 10/18 », 1970 ; EFR, 1978 ; Temps Actuels, 1982
- Le Jeu de paume, roman, Le Temps des Cerises, 1997

### Divers
- Essai sur l'antisoviétisme, Éditions Raisons d'être, 1946
- Images de la Russie, Éditions du Chêne, 1947
- L'Albanie : notes de voyage et documents, Éditions Sociales, 1950
- Dessins de Louis Mitelberg, présenté par Pierre Courtade, Éditeur Le Cercle d'Art, 1953
- Khrouchtchev inédit, Éditions Sociales, 1960
- Roger Vailland et le héros de roman, introduction de Pierre Courtade, Legs Roger Vailland

#### Articles
- « Pierre Courtade » de Roger Vailland, article paru dans Les Lettres françaises du 16 mai 1963
- « L’intelligence du cœur de Pierre Courtade », par Yves Moreau, L'Humanité du 13 avril 1994[3]
- « Un animal supérieur nommé Pierre Courtade », Christian Petr, Revue Faites entrer l'infini, no 22, 1996
- « Quand Pierre Courtade se dévoilait », par Jean-Claude Lebrun, L'Humanité du 28 mars 1997[4]